# Естествоиспытатель
Естествоиспыта́тель (от естество (природа) + испытывать (проверять); или испытатель природы, натуралист, естественник, природовед) — учёный-натуралист широкого научного профиля, изучающий природу и занимающийся естествознанием, либо просвещённый любитель естественных наук, специалист по естественным наукам.
Схожие по значению профессии и термины: естествоиспытательница, естественник, естествовед, натуралист, природовед.

## История
Естествоиспытатели работали в период развития описательного естествознания и возникновения новых наук. В сферу интересов естествоиспытателей входило изучение природы в целом.
Естествознание (естественная история) возникло до разделения наук на отдельные направления, поэтому естествоиспытатели занимались несколькими разделами естествознания (ботаника, зоология, минералогия, астрономия и другие) комплексно и одновременно.
В 1867—1916 годах проводились Съезды русских естествоиспытателей и врачей.

## Научные общества
Основные общества естествоиспытателей по году основания:
- 1652 — Германская академия естествоиспытателей «Леопольдина»
- 1805 — Московское общество испытателей природы
- 1867 — Объединение русских естествоиспытателей и врачей
- 1868 — Санкт-Петербургское общество естествоиспытателей
- 1869 — Киевское общество естествоиспытателей
- 1990 — Российская академия естественных наук